# Tank Girl
Pour le film, voir Tank Girl (film).
 (décembre 2017).
Le contenu est difficilement compréhensible vu les erreurs de traduction, qui sont peut-être dues à l'utilisation d'un logiciel de traduction automatique.
Tank Girl est le personnage principal d’une série de bande dessinée britannique, créée par Alan Martin (scénario) et Jamie Hewlett (dessin). Elle est apparue pour la première fois dans le fanzine Atomtan, auto-édité par les auteurs, puis sa série a débuté dans Deadline Magazine en octobre 1988.
En réaction au thatchérisme ambiant à l’époque de sa création, Tank Girl est influencée par la vague punk et en arbore les signes distinctifs : crête iroquoise, épingles à nourrice, batte de baseball. Ce comics pour adultes aborde également des thèmes féministes, sexuellement explicites et anarchistes.

## Synopsis
À bord de son tank, Rebecca Buck parcourt une Australie post-apocalyptique en compagnie d’un kangourou mutant. L’Australie n’a pas vraiment changé par rapport à notre époque, un grand désert de sable rouge où survivent encore tant bien que mal des aborigènes et des kangourous.
Dans ce monde évoluent différents protagonistes plus individualistes qu’humanistes. La mafia semble dicter sa loi à un pays gangrené par la corruption et le Président Hogan règne sans partage malgré ses 92 ans. La petite équipe qui gravite autour de Tank Girl n’a pas envie de se laisser marcher sur les pieds. Renvoyée de son job de conducteur de tank après avoir largement « merdé » dans une mission de la plus haute importance, Rebecca Buck aurait dû délivrer un chargement d’anus artificiels au président. Tank Girl est alors mise au ban d’une société qu’elle renie déjà largement. Elle entre en conflits avec ses anciens patrons comme le sergent Titbit et son Squad de la mort…
Ce comics, underground à ses débuts, narre surtout les péripéties d’une ado sûre d’elle et décomplexée, bien décidée à vivre sa vie comme elle l’entend.

## Personnages
- Tank Girl : de son vrai nom Rebecca Buck, mais cela est très rarement mentionné dans l'ensemble. Dans l'édition kickstarter de 21st Century Tank Girl, on découvre qu'elle est née sous le nom de Fonzie Rebecca Buckler. Selon sa propre histoire incluse comme préface à l'un des livres, ses premiers mots étaient « pénis chou-fleur ». À l'âge de 7 ans, elle a commencé une collection de taille-crayons fantaisie (la collection est maintenant hébergée au National Museum of Modern Pencil Afiler, Sydney). Elle est devenue plus tard pilote de chars et a travaillé comme chasseur de primes avant d'abattre un officier décoré, l'ayant confondu avec son père et d'avoir échoué à livrer des sacs de colostomie au président Hogan, le chef d'État australien incontinent, ce qui a entraîné son humiliation publique lors d'une grande conférence commerciale internationale. À la suite de ces événements, Tank Girl devient une hors-la-loi avec une prime de plusieurs millions de dollars pour sa capture. Elle commet régulièrement actes sexuels et violents aléatoires, se teint les cheveux, pratique sans vergogne les flatulences, mets ses doigts dans son nez, vomit, crache et se livre à l'ivresse.
- Booga : un kangourou muté, anciennement concepteur de jouets labellisés « produits pour lesquels le père Noël aurait sacrifié un renne » et actuellement petit ami dévoué de Tank Girl. Elle l'a rencontré quand il s'est infiltré dans son tank une nuit pour lui voler une paire de ses culottes. Il est un grand fan de Dame Edna et s'est fait passer autrefois pour Bill Clinton. Booga, souvent contre sa volonté, fait toujours la cuisine, en particulier le thé, cette grande institution britannique. Il suit Tank Girl partout et fait, de son propre aveu, ce qu'elle lui dit. Cela comprend le meurtre.
- Stevie : Un aborigène blond aux cheveux sauvages, qui possède une épicerie et fume à la chaîne. Étant l'ex-petit ami de Tank Girl, Booga est toujours un peu jaloux de lui. Il a divers liens familiaux et connexions avec la culture autochtone et les tribus traditionalistes éloignées.
- Barney : Sortie d'un hôpital psychiatrique par Tank Girl, elle est plus ou moins folle. Dans The Odyssey, elle tue le casting entier, les envoyant tous au pays des morts, d'où Tank Girl est obligée de les sauver en trouvant le Prince of Farts.
- Sub Girl (nom réel inconnu, bien qu'une carte de commerce pour le film ait déjà annoncé son vrai nom comme Subrina) : Décrite « comme une belle fleur flottant dans les toilettes », elle pilote un sous-marin. C'est une amie de Tank Girl depuis son enfance, elle venait chez elle avec Jet Girl et essayait les sous-vêtements de sa mère.
- Jet Girl (Patricia Carson) : Une mécanicienne talentueuse qui vole en jet. Tous ses amis l'appellent « ennuyeuse » (elle a reconnu être un grand fan de Rod Stewart).
- Boat Girl : autrement connu sous le nom de Jackie. La coiffeuse nerveuse de Barney, ancienne patineuse artistique. Son seul frère fut tué par Tank Girl et Booga après avoir volé un grand nombre d'objets dans une église. Elle possède un bateau torpilleur à moteur de la Seconde Guerre mondiale grandement modifié.

Les animaux en peluche parlants:
- Camp Koala : Un jouet en peluche, marron, gai, en forme de koala décrit comme « le Jeremy Thorpe des comics », que Tank Girl sodomise avec une banane chaude. Camp Koala est mort de façon tragique quand ils jouaient au baseball avec des grenades à main vivantes que Camp attrapaient avec enthousiasme dans le champ extérieur, explosant à l'impact, entraînant une mort violente, sanglante et horrible. Après un service funèbre comique et sans larme, les autres personnages se rendent à un magasin de jouets et en achètent un nouveau. Camp Koala est connu pour ses visites occasionnelles en tant qu'ange gardien. Il est le seul personnage que Tank Girl ait jamais admis aimer.
- Squeaky Toy Rat : un jouet rat en caoutchouc.
- Mr. Precocious : Un « petit mutant shakespearien » qui ressemble un peu à un mini éléphant rose bipède, mais qui pourrait être un bilbi.

## Publication

### Version originale
- Tank Girl #1-4 (Dark Horse, 1991)
- Tank Girl one shot (Dark Horse, 1993)
- Tank Girl 2 #1-4 (Dark Horse, 1993)
- Tank Girl: Explosive Adaptation of the Hit Film (Vertigo, 1995)
- Tank Girl: The Odyssey #1-4 (Vertigo, 1995)
- Tank Girl: Apocalypse #1-4 (Vertigo, 1995-1996)
- Tank Girl: The Gifting #1-4 (IDW Publishing, 2007)
- Tank Girl: Visions Of Booga #1-4 (IDW Publishing, 2008)
- Armadillo and a Bushel of Other Stories (Titan Books (en), 2008)
- The Cream of Tank Girl (Titan Books, 2008)
- Skidmarks #1-4 (Titan Books, 2009)
- Tank Girl: Dark Nuggets (Image, 2009)
- Tank Girl: Dirty Helmets (Image, 2010)
- Tank Girl: The Royal Escape #1-4 (IDW Publishing, 2010)
- Tank Girl: Hairy Heroes (Image, 2010)
- Tank Girl: Bad Wind Rising #1-4 (Titan Books, 2010-2011)
- Tank Girl: Carioca #1-6 (à paraître)

### En français
En France, un album anthologique de Tank Girl est édité par Vents d'Ouest dans la collection « Global » en 1996.
Les éditions Ankama publient en 2010 et 2011 l’intégrale de ses aventures écrites par Alan Martin, et dessinées par Jamie Hewlett dans plusieurs albums sous le « Label 619 ».
1. Tank Girl T1 (janvier 2010)
2. Tank Girl T2 (février 2010)
3. Tank Girl T3 (mars 2010)
4. Tank Girl : The Odyssey (octobre 2010) (avec Peter Milligan au scénario)
5. Tank Girl : The Gifting (janvier 2011) (avec Ashley Wood aux dessins)
6. Tank Girl : Visions of Booga (avril 2011) (avec Rufus Dayglo aux dessins)
7. Tank Girl : Everybody loves Tank Girl (mai 2012) (avec Jim Mahfood aux dessins)
8. Tank Girl : 21st Century Tank Girl (octobre 2017) (avec Jim Mahfood aux dessins)
9. Tank Girl : Two girls one tank (mai 2018) (avec Brett Parson aux dessins)
10. Tank Girl : Gold (novembre 2018) (avec Brett Parson aux dessins)
11. Tank Girl : World War Tank Girl (juillet 2019) (avec Brett Parson aux dessins)
12. Tank Girl : Action Alley (janvier 2020) (avec Brett Parson aux dessins)
13. Tank Girl : Tank Girl Forever (février 2021) (avec Brett Parson aux dessins)

- Artbook Les Dessous de Tank Girl (mai 2010)

## Adaptation cinématographique
Le film Tank Girl, réalisé par Rachel Talalay avec Lori Petty dans le rôle-titre, est sorti en 1995.